# Hello! (Good to Be Back)
Hello! (Good to Be Back) is een nummer van de Duitse technogroep Scooter uit 2005. Het is de eerste single van hun elfde studioalbum Who's Got the Last Laugh Now?.
Het nummer bevat samples uit de nummers "Hello, Hello, I'm Back Again" van Gary Glitter, "3 a.m. Eternal" van The KLF, en "We Call It Acieed" van D Mob. "Hello! (Good to Be Back)" werd vooral in het Duitse taalgebied een hit. In Duitsland behaalde het de 14e positie. In Nederland bereikte het nummer de 7e positie in de Tipparade, en in de Vlaamse Ultratop 50 haalde het de 48e positie.